# O Octógono
O Octógono (em árabe: الأوكتاجون) será a nova sede do Ministério da Defesa egípcio, sendo parte de uma iniciativa muito maior de mudança de todas as repartições públicas para a Nova Capital Administrativa. A criação da nova sede pretende ser a maior do Médio Oriente e do mundo, localizada na Nova Capital, no Grande Cairo.
A sede se estende por uma área total de 8900 hectares (89 km²), com cerca de 4.690.000 m² (460 ha) servindo como área de piso. Inclui 13 zonas – cada uma com a sua função específica – tornando-se o maior complexo de edifícios de escritórios e sedes de defesa do mundo, ultrapassando o Pentágono nos Estados Unidos. O Octógono faz parte de um grande estabelecimento que, como um todo, conta com locais de culto, clubes, hotéis, escolas, parques infantis, projetos residenciais, shoppings, hospitais e complexos de serviços civis e administrativos. O local é protegido por duas unidades da Guarda Republicana e outros meios de segurança.

## Os Seis Centros
O Centro de Comando Estratégico do Estado é composto por seis centros:
1. O Centro de Dados Estratégico Unificado – possui todos os dados das instituições estaduais.
2. Centro de Controle da Rede Estratégica – controla o corpo administrativo do estado.
3. Centro de Gerenciamento e Operação de Serviços Públicos Estaduais – controla agências e instalações estaduais.
4. Centro de Controle de Rede de Telecomunicações – garante a estabilidade das comunicações em todo o país.
5. Centro de Emergências e Segurança – governa os serviços de emergência e os serviços de segurança de campo.
6. Centro de Previsão do Tempo – prepara o centro de defesa do estado em caso de qualquer calamidade natural.

Além de uma série de armazéns que asseguram as necessidades do país em bens estratégicos.

## Estrutura
O Octógono adquiriu este nome devido ao seu design arquitetônico em forma de octógono, composto por oito edifícios externos em forma de octógono, representando assim todos os oito ramos das Forças Armadas Egípcias. A entidade como um todo é composta por 10 edifícios, sendo 8 externos e dois internos. Cada edifício tem oito facetas conectadas entre si, com corredores conectados ao coração da estrutura conhecido como "edifício principal", que está localizado no meio. Enquanto há dois edifícios ministeriais centrais localizados no centro da estrutura octogonal, ambos conectados entre si e ao restante dos oito edifícios externos por corredores longitudinais.

## Design e arquitetura
A arquitetura da sede do Ministério da Defesa/Ministério da Guerra do Egito foi influenciada pela arquitetura egípcia antiga, pois eles usavam pilares para sustentar os edifícios em estilo faraônico.